# Bahnhof Unkel
Der Bahnhof Unkel, gebaut 1870, ist eine Station an der rechten Rheinstrecke und einziger Bahnhof der Stadt Unkel. Der Bahnhof verfügt über drei Bahnsteiggleise an zwei Bahnsteigen. Der Regionalverkehr wird vom Verkehrsverbund Rhein-Sieg organisiert.

## Geschichte

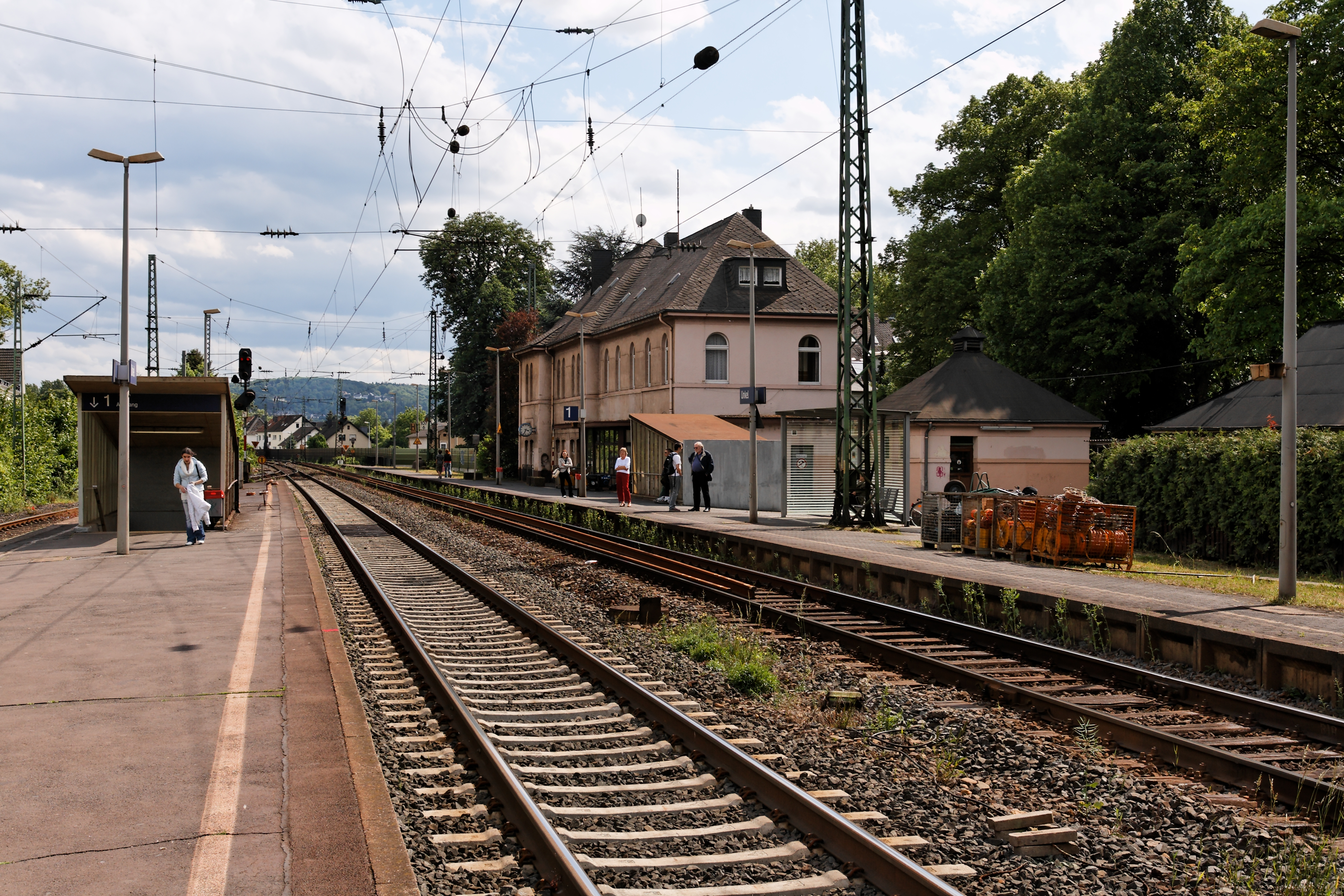
Der Bahnhof Unkel mit dem ehemaligen Empfangsgebäude

Nachdem die linksrheinische Eisenbahnstrecke 1858 fertiggestellt wurde, begann man auch mit dem Bau der rechtsrheinischen Bahnstrecke von Beuel nach Neuwied. Diskussionen gab es welche Haltepunkte es zwischen Honnef und Linz geben sollte. Die Orte Erpel, Rheinbreitbach und Unkel wollten jeweils einen Haltepunkt für sich. Die Eisenbahngesellschaft wollte ursprünglich keinen Haltepunkt bewilligen. Nach Protest des Bürgermeisters und des Landrates erhielt zuerst Unkel und später Erpel seine Bahnstation.
Der Bahnhof war 1888 als Wohnplatz der Gemeinde Unkel mit 8 Einwohnern ausgewiesen. 1914 wurde der Bahnübergang am Bahnhof durch eine Unterführung ersetzt. Ab 1926 begannen im Bahnhof Unkel im Sommer an Sonn- und Feiertagen Züge über die Ludendorff-Brücke nach Ahrweiler (später bis Kreuzberg), auf der Rückfahrt war der Endpunkt Honnef.
1958 erhielt der Bahnhof ein Drucktastenstellwerk.
Im Sommer 2006 wurde das Empfangsgebäude geschlossen, nachdem die Bahnhofskneipe aufgegeben worden war. Als Ersatz für die weggefallene Wartemöglichkeit wurde auf dem Bahnsteig für die Fahrtrichtung Koblenz eine wettergeschützte Sitzbank errichtet. Am 1. März 2011 kam es um die Mittagszeit im ehemaligen Güterbahnhofsgebäude zu einem Großbrand. Das Empfangsgebäude war nicht vom Brand betroffen.
In der Nacht vom 7. auf den 8. Februar 2019 kam es im Bereich des Bahnhofes zu einem weiteren Großbrand, als drei mit Hygieneartikeln und Spraydosen beladene Güterwagen in Flammen aufgingen und somit einen zehnstündigen Großeinsatz der Feuerwehren des Kreises Neuwied und des Technischen Hilfswerks auslösten. Der Brand sorgte für massive Störungen im Bahnbetrieb auf der rechtsrheinischen Bahnstrecke zwischen Köln und Koblenz.

## Betrieb
Im Fahrplan 2023/2024 wird der Bahnhof von den Linien RE 8 und RB 27 bedient:
| Linie | Verlauf | Takt   |
| ----- | --- | ------ |
| RE 8  | Rhein-Erft-Express: (Mönchengladbach Hbf – Rheydt Hbf – Rheydt-Odenkirchen – Hochneukirch – Jüchen – Grevenbroich –)* Rommerskirchen – Stommeln – Pulheim – Köln-Ehrenfeld – Köln Hbf – Köln Messe/Deutz – Porz (Rhein) – Troisdorf – Friedrich-Wilhelms-Hütte – Menden (Rheinl) – Bonn-Beuel – Bonn-Oberkassel – Niederdollendorf – Königswinter – Rhöndorf – Bad Honnef (Rhein) – Unkel – Linz (Rhein) – Bad Hönningen – Rheinbrohl – Neuwied – Urmitz Rheinbrücke – Koblenz-Lützel – Koblenz Stadtmitte – Koblenz Hbf * nur werktags Stand: Fahrplanwechsel Dezember 2023                                | 60 min |
| RB 27 | Rhein-Erft-Bahn: Mönchengladbach Hbf – Rheydt Hbf – Rheydt-Odenkirchen – Hochneukirch – Jüchen – Grevenbroich – Rommerskirchen – Stommeln – Pulheim – Köln-Ehrenfeld – Köln Hbf – Köln Messe/Deutz – Köln/Bonn Flughafen – Troisdorf – Friedrich-Wilhelms-Hütte – Menden (Rheinl) – Bonn-Beuel – Bonn-Oberkassel – Niederdollendorf – Königswinter – Rhöndorf – Bad Honnef (Rhein) – Unkel – Erpel (Rhein) – Linz (Rhein) – Leubsdorf (Rhein) – Bad Hönningen – Rheinbrohl – Leutesdorf (Rhein) – Neuwied – Engers – Vallendar – Koblenz-Ehrenbreitstein – Koblenz Hbf Stand: Fahrplanwechsel Dezember 2023 | 60 min |